# Ancien couvent des Trinitaires de Saint-Étienne-de-Tinée
L'ancien couvent des Trinitaires de Saint-Salaire était un couvent de l'ordre des Trinitaires situé dans le quartier d'Ublan à Saint-Étienne-de-Tinée dont les restes sont intégrés au collège Jean-Franco aujourd'hui. 

## Historique
L'ancien couvent des Trinitaires appartenant à l'ordre de la Très Sainte Trinité pour la rédemption des captifs fondé par saint Jean de Matha et saint Félix de Valois pour le rachat des captifs aux barbaresques existait à Saint-Étienne-de-Tinée depuis 1343.
La suppression du couvent est envisagée dès 1653 mais l'église est reconstruite entre 1674 et 1677.
Le couvent n'est plus occupé que par quatre pères et deux convers en 1750-1752.

## Décoration
L'église est décorée de fresques. Dans la chapelle latérale de droite les fresques sont dédiées à la Vierge avec des panneaux portant des arbres symboliques. Elles ont été réalisées grâce à la générosité du seigneur Jules Achiardy de l'Alp.
D'autres fresques ont été peintes en 1685 dans une chapelle latérale à gauche du chœur, chapelle dédiée à Notre-Dame du Bon Remède. Elles sont très particulières car une d'elles représente la bataille de Lépante. Les bateaux peints sont à haut bord, contemporains de la fresque, et non des galères qui avaient participé à la bataille. Au-dessous ont été ajoutés des panneaux montrant le rachat aux Turcs de la statue Notre-Dame-du-Bon-Remède, Don Juan d'Autriche, amiral de la flotte, agenouillé devant le supérieur des Trinitaires.

## Classement
La totalité du couvent est inscrite au titre des monuments historiques par arrêté du 27 septembre 1948 mais l'intérieur du bâtiment conventuel est radié de l'inventaire supplémentaire par l'arrêté du 17 avril 2009. L'église a été classée dans sa totalité par un arrêté du 31 mars 2009.